# Cynometra elmeri
Cynometra elmeri är en ärtväxtart som beskrevs av Elmer Drew Merrill. Cynometra elmeri ingår i släktet Cynometra, och familjen ärtväxter. Inga underarter finns listade i Catalogue of Life.